# Lothar Reinhard
Lothar Reinhard (* 26. Juli 1938 in Schönwald (Kreis Gleiwitz)) ist ein SPD-Politiker und ehemaliger Abgeordneter der Hamburgischen Bürgerschaft.

## Berufliches
Nach dem Besuch der Volksschule in Gleiwitz und Hannover machte Lothar Reinhard eine Dreher-Lehre in einem Präzisionswerk in Hannover. Von 1961 an war er bei einem Träger der gesetzlichen Unfallversicherung (Berufsgenossenschaft) tätig. Er legte die 1. und 2. Verwaltungsprüfung ab und absolvierte drei Jahre lang ein Studium an der Verwaltungs- und Wirtschaftsakademie in Stade. Danach stieg er zum Büroleiter der Rechtsabteilung auf, schließlich zum Hauptsachbearbeiter der Unfallabteilung der Berufsgenossenschaft. Daneben war er von Oktober 1995 an als Ausbilder (Fachlehrer) von Dienstanwärtern tätig.

## Politik
Im Jahr 1964 trat Reinhard in die SPD ein. Neben der Ausübung verschiedener interner Parteifunktionen saß er von 1967 bis 1976 im Ortsausschuss Billstedt-Horn.
1974 zog Lothar Reinhard als Nachrücker in die Hamburgische Bürgerschaft ein. (Nach der Hamburgischen Verfassung müssen Senatoren während ihrer Amtszeit ihr Mandat ruhen lassen. In dieser Zeit werden sie von einem sogenannten Nachrücker vertreten.) Reinhard arbeitete, mit mehreren Unterbrechungen, bis 1982 vor allem im Gesundheitsausschuss und im Sportausschuss mit. Im Juni 1977 gehörte er gemeinsam mit Wulf Damkowski, Jan Ehlers, Bodo Fischer, Harro Frank, Hans-Jürgen Grambow, Helga von Hoffmann, Frauke Martin, Ortwin Runde und Bodo Schümann zu einer Gruppe von zehn SPD-Bürgerschaftsabgeordneten, die im Zusammenhang mit dem Parteiausschluss des Juso-Vorsitzenden Klaus Uwe Benneter in einem Brief an den Parteivorsitzenden Willy Brandt verlangten, dass dieser Parteiordnungsverfahren gegen 56 Hamburger SPD-Mitglieder, die sich mit Benneter solidarisiert hatten, verhindere.